# أشترينان
اشترينان (بالفارسية: اشترینان) هي مدينة تقع في إيران في ناحية أشترينان. يقدر عدد سكانها بـ 5,264 نسمة .